# Дюфур, Жорж Жозеф
Жорж Жозеф Дюфур (фр. Georges Joseph Dufour; 15 марта 1758, Сен-Сен-л’Аббеи — 10 марта 1820, Бордо) — французский республиканец и военачальник периода Французской революции и наполеоновских войн, бонапартист.

## Биография
Дюфур родился в Сен-Сене во Франции в 1758 году и поступил на военную службу в Ниверне. Он сражался при Вердене в 1792 году и присоединился к офицерам, отказавшимся подписать капитуляцию. Он также сражался в битве при Неервиндене, при Намюре, участвовал в подавлении антиреволюционного восстания в Вандее. Он был в рядах французской армии, которая разгромила Мангейм в 1795 году, был ранен, а затем взят в плен австрийцами в битве при Хандшухсхайме. Он продолжал сражаться в императорской армии до 1809 года. Ушёл в отставку в Бордо, но вернулся в армию во время «Ста дней» в 1815 году. Он был ненадолго задержан после окончательного поражения Наполеона. Скончался в Бордо в 1820 году.